# Симон, Мойзес
Мойзес Дадди-Ажала Симон (англ. Moses Daddy-Ajala Simon; род. 12 июля 1995, Джос) — нигерийский футболист, вингер французского клуба «Париж» и сборной Нигерии.

## Клубная карьера

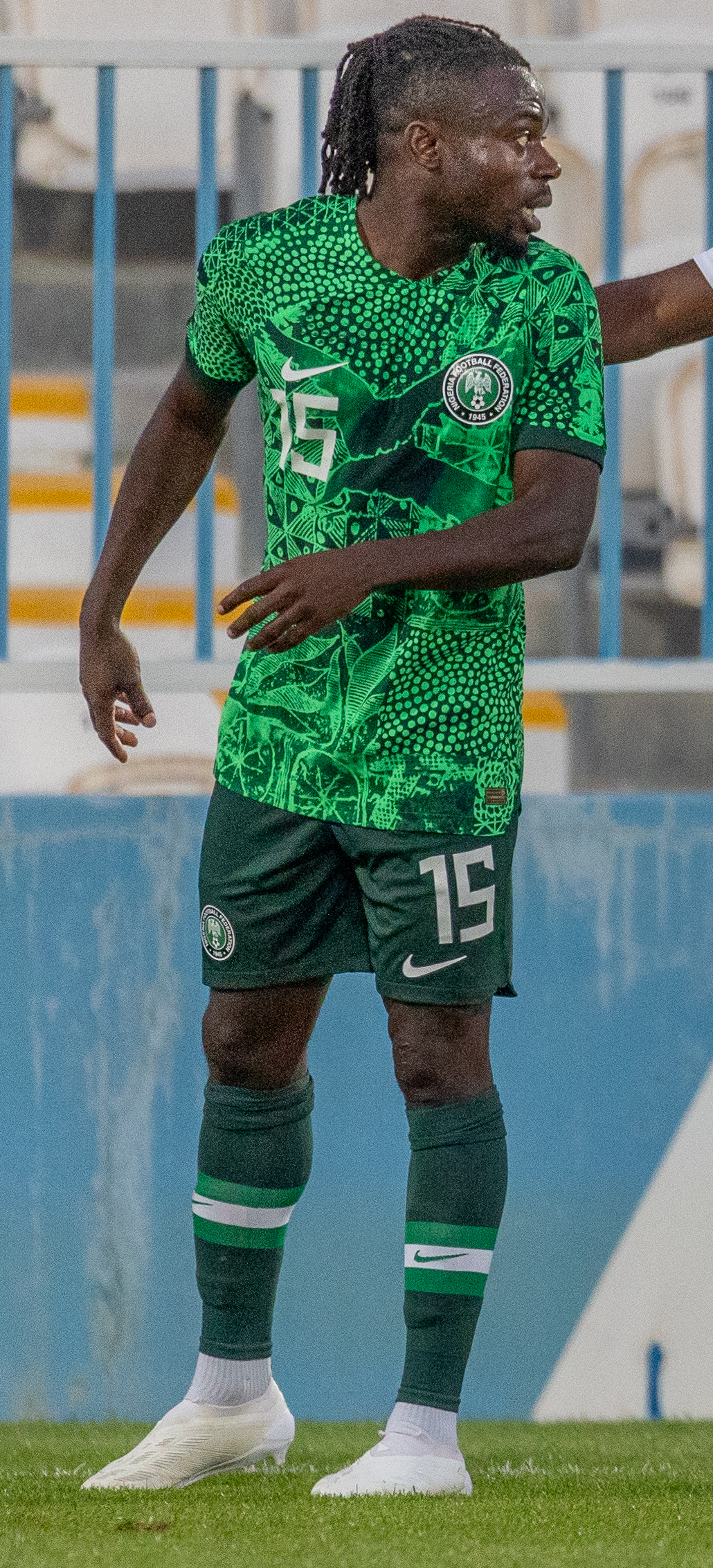
Симон в составе сборной Нигерии

Симон — воспитанник академии «GBS Academy». В начале 2014 года он перешёл в словацкий «Тренчин». 1 марта в матче против «Жилины» он дебютировал в чемпионате Словакии. 22 марта в поединке против «Нитры» Мойзес забил свой первый гол за «Тренчин». В своём первом сезоне на профессиональном уровне Симон забил 7 мячей в четырнадцати матчах чемпионата и помог команде занять второе место. 17 июля в матче квалификации Лиги Европы против сербской «Войводины» он сделал хет-трик.
В начале 2015 года Симон перешёл в бельгийский «Гент», подписав контракт на три года. 17 января в матче против «Мускрон-Перювельз» он дебютировал в Жюпиле-лиге, заменив во втором тайме Бенито Рамана. 1 февраля в поединке против «Локерена» Мойзес сделал хет-трик, забив свои первые голы за новый клуб. В том же году Симон помог «Генту» впервые в истории выиграть чемпионат и завоевать Суперкубок Бельгии.
Летом 2018 года Симон перешёл в испанский «Леванте». Сумма трансфера составила 5 млн евро. В матче против «Севильи» он дебютировал в Ла Лиге и забил свой первый гол за новый клуб. Летом 2019 года Симон на правах аренды перешёл во французский «Нант». 24 августа в матче против «Амьена» он дебютировал в Лиге 1. В этом же поединке Мойзес забил свой первый гол за «Нант». По итогам сезона клуб выкупил Симона. В 2022 году Симон помог «Нанту» выиграть Кубок Франции.

## Карьера в сборной
В 2013 году Симон в составе сборной Нигерии до 20 лет принял участие на молодёжном чемпионате мира в Турции. На турнире он был запасным и на поле ни разу не вышел.
25 марта 2015 года в товарищеском матче против Уганды Мойзес дебютировал за основную сборную Нигерии. 8 сентября в поединке против Нигера Симон забил свой первый гол за национальную команду.
Летом того же года он принял участие на молодёжном чемпионате мира в Новой Зеландии. На турнире Симон сыграл в матче против команды Венгрии.
В 2019 году Симон завоевал бронзовые медали Кубка африканских наций 2019 в Египте. На турнире он сыграл в матчах против сборных Гвинеи, Мадагаскара, Туниса, ЮАР и Камеруна. 
В 2022 году Симон принял участие в Кубке африканских наций 2021 в Камеруне. На турнире он сыграл в матчах против сборных Египта, Судана, Гвинеи-Бисау и Туниса. В поединке против суданцев Мойзес забил гол. 

### Голы за сборную Нигерии
| #   | Дата            | Место                                    | Противник           | Счёт | Результат | Соревнование                     |
| --- | --------------- | ---------------------------------------- | ------------------- | ---- | --------- | -------------------------------- |
| 01. | 8 сентября 2015 | Абукие Амусимака, Порт-Харкорт, Нигерия  | Нигер               | 2:0  | 2:0       | Товарищеский матч                |
| 02. | 11 октября 2015 | Эдмон Маштенс, Брюссель, Бельгия         | Камерун             | 2:0  | 3:0       | Товарищеский матч                |
| 03. | 17 ноября 2015  | Абукие Амиесемака, Порт-Харкорт, Нигерия | Свазиленд           | 1:0  | 2:0       | Чемпионат мира 2018 квалификация |
| 04. | 4 сентября 2017 | Стад Ахмаду Ахиджо, Яунде, Камерун       | Камерун             | 0:1  | 1:1       | Чемпионат мира 2018 квалификация |
| 05. | 21 марта 2019   | Стефен Кеши, Асаба, Нигерия              | Сейшелы             | 2:0  | 3:0       | Кубок Африки 2019 квалификация   |
| 06. | 15 января 2022  | Роумди Адижа, Гаруа, Камерун             | Судан               | 1:0  | 2:0       | Кубок Африки 2021                |
| 07. | 13 июня 2022    | Стад Адрар, Агадир, Марокко              | Сан-Томе и Принсипи | 0:1  | 1:1       | Кубок Африки 2023 квалификация   |

## Достижения
«Гент»
- Чемпион Бельгии: 2014/15
- Обладатель Суперкубка Бельгии: 2015

«Нант»
- Обладатель Кубка Франции: 2021/22